# Просторе (Каховський район)
Просторе —  село в Україні, у Зеленопідській селищній громаді Каховського району Херсонської області. На даний час нежитлове.
Відоме з 30-х років XX століття. Розквіт зазнало у часи створення радгоспу "Ювілейний" та занепад після розпаду СРСР та знищення колгоспів та радгоспів. Населення переселено в сусіднє село Петропавлівка або покинуло дану місцевість, що пов'язано з відсутністю води, електроенергії, працевлаштування.

## Населення

### Мова
Розподіл населення за рідною мовою за даними перепису 2001 року:
| Мова       | Кількість | Відсоток |
| ---------- | --------- | -------- |
| українська | 20        | 86.96%   |
| російська  | 3         | 13.04%   |
| Усього     | 23        | 100%     |

## Історія
12 червня 2020 року, відповідно до Розпорядження Кабінету Міністрів України № 726-р «Про визначення адміністративних центрів та затвердження територій територіальних громад Херсонської області», увійшло до складу Зеленопідської сільської громади.
17 липня 2020 року, в результаті адміністративно-територіальної реформи увійшло до складу новоутвореного Каховського району.
У лютому 2022 року село тимчасово окуповане російськими військами під час російсько-української війни.